# 劉粲
劉 粲（りゅう さん）は、五胡十六国時代の前趙の第4代皇帝。昭武帝劉聡の次男。子は劉元公。少主とも。兄は劉易。弟は劉翼・劉敷・劉約を始め判明しているだけでも20人いる。政治を顧みず、臣下の靳準の台頭を許した。彼の代をもって一度、漢は滅亡する。

## 生涯

### 劉聡の嫡男
若い頃より傑出しており、文武両道であったという。
310年8月、父の劉聡が帝位に即くと、河内王に封じられ、使持節・撫軍大将軍・都督中外諸軍事に任じられた。だが、叔父の劉乂が皇太弟となったために、劉粲は世継ぎに立てられなかった。
10月、征東将軍王弥・龍驤将軍劉曜らと共に4万の兵を率いて西晋の都の洛陽の攻略に向かい、晋の監軍裴邈を澠池で破ると洛川に入った。轘轅を出て梁国・陳留・汝南・潁川一帯を攻め、砦百余りを陥落させた。
311年9月、平西将軍趙染と安西将軍劉雅が長安を攻めると、劉粲は劉曜と共に大軍を率いて後詰めとなった。漢軍が下邽に至ると司馬模は降伏し、劉粲のもとへ送られた。劉粲は司馬模と子の范陽王司馬黎を殺害し、衛将軍梁芬・長史魯繇・散騎常侍杜驁・辛謐・北宮純らを平陽に送った。劉聡は司馬模を殺害したことを大いに怒ったが、劉粲は「臣は、司馬模が自らの天命を知ることが遅かったために殺したのです。奴は首都洛陽の危機に際して、命を懸けて戦わなかった。これは天下の悪であることから誅したまでです」と返答した。劉聡は「その通りではあるが、我は汝が降伏した者を誅したことで、もはや降伏しても助からないと思われることを恐れているのだ。それに、天道とは神に通じる者であり、我々に天命を理解することなどできぬ」と諭した。その後、劉粲は新豊に駐屯した。
10月、雍州刺史麹特は王禿・紀特らを新豊に派遣して劉粲を攻撃すると、劉粲は平陽に帰還した。
劉聡の遊猟には節度がなく、朝早く出かけて夜遅く帰るような日が続いた。中軍の王彰が諫めると、劉聡は激怒して処刑しようとしたが、劉粲は劉乂と共に厳しく諫めた。劉聡はまた怒り「朕が夏の桀王・殷の紂王・周の幽王や厲王のような暴君だというのか。汝らはなぜこのような奴のために涙を流すのだ」と言った。大伯父である太宰劉延年を始め諸公卿列侯100人余りが劉聡の前に赴き、みな冠を外して涙を流して諫めると、ようやく劉聡は怒りを収めて王彰を許した。劉聡は「あの発言は酔っての事であり、本心ではない。卿らの諫言がなければ、朕は過失に気がつかなかっただろうな」と言い、全員に帛百匹を下賜した。
8月、劉粲は族父の劉曜と兄の劉易らと共に、晋陽の劉琨を攻撃した。劉琨は張喬に防戦させたが、劉粲らはこれを撃破して張喬を斬り殺した。太原郡太守高喬らは晋陽ごと劉粲に降伏した。劉粲らが晋陽に入ると、劉琨は常山に逃走して代王拓跋猗盧へ救援を要請した。劉粲らは晋の尚書盧志・侍中許遐・太子右衛率崔瑋を捕えて平陽に送った。
10月、拓跋猗盧は拓跋六脩・拓跋普根らを前鋒として派遣し、拓跋猗盧は20万を統べ後継となり、狼猛に至った。劉粲は彼らの到来を知ると、輜重を焼き攻囲を突破して逃走した。また、劉曜は汾東で大敗を喫して撤退した。劉粲は劉曜と合流すると、夜を待って民衆を引き連れ、蒙山を越えて撤退した。
11月、拓跋猗盧は追撃を掛け、藍谷で劉粲を破った。征虜将軍邢延を始め、劉儒・簡令・張平が討死し、鎮北将軍劉豊が捕縛され、参軍盧諶は劉琨に投降した。
314年1月、劉粲は丞相・領大将軍・録尚書事に任じられ、晋王に進封されて五郡を封国とした。
11月、劉聡は丞相の位を撤廃して相国と統合し、劉粲は相国に任じられて百揆を監督した。

### 劉乂謀殺
315年3月、東宮太師盧志らが皇太弟劉乂を抱き込んで謀反を企んだが、劉聡に事が露見して殺害された。劉聡は冠威将軍卜抽に東宮を占拠させ、劉乂の朝廷への出入りを禁止した。劉乂は上表して庶民となることを願い、また劉粲を皇太子とし、息子たちの領土も全て劉粲へ献上すると伝えたが、卜抽はその表文を通さなかった。
316年1月、中宮僕射郭猗は劉乂に対して怨みがあり、劉粲に向かって「殿下は光文帝の孫で、主上の嫡子でございます。四海の民は、全て殿下に心服しておりますのに、どうして皇太弟なんぞへ国を譲らねばならないのですか。皇太弟は主上の世にあって不穏な意志を持ち、殿下父子にとって深い仇であり人々の怨むところです。しかも主上の寛大な心によって皇太弟の地位に留められており、一度変事があれば取り返しがつかなくなることを臣は恐れております。万事は重大なものであって他人に委ねるべきではありません。以前、皇太弟は大将軍と会って謀略をなし、3月に大宴会を開き、それをきっかけに造反するつもりだと、聞き及んでおります。また、もし事が成れば主上を太上皇とし、大将軍（劉驥）を皇太子にすると言ったと聞きました。劉乂はまた衛将軍（劉勱）のを大単于にするとも聞き及んでおります。三王は疑われることなく重兵を掌握しており、事を行えば必ず成功するでしょう。しかも二王は父兄に背く禽獣の人物です。成功した後には主上も安全ではないでしょう。殿下兄弟は東宮・相国・単于の地位を他人に与えてはなりません。今にも変事が起こるかも知れず、一刻も早く対処すべきです。臣は何度も主上に申し上げましたが、主上は友愛の心から臣の言を事実とはされませんでした。臣は刑余の身でありながら主上・殿下の恩を受けておりますので、逆鱗に触れて誅されることも考えずに申し上げております。もし臣の言を信じていただけないなら、大将軍従事中郎王皮・衛軍司馬劉惇を召して問えば明らかになるでしょう」と進言すると、劉粲はその通りだとしてこれを容れた。
郭猗は密かに王皮・劉惇へ「二王の反乱計画は主上・相国ともご存知だが、卿らも同心しているのか」と問うと、2人は驚いて否定した。郭猗はまた「だが、卿らに疑いがかからないとは言い切れない。私は卿らのような知己が族滅されると思うと憐れに思う」というと、王皮・劉惇は大いに恐れて叩頭して哀れみを乞うた。郭猗は「卿らのために計を考えるが、用いることができるか」と問うと、2人はともに「謹んで大人の教えに従います」と言った。郭猗は「相国が卿らに問えば、卿らはただ『その通りです』と答えるように。もしなぜ前もって奏上しなかったのかと責められたら『臣は死罪に値しますが、主上は寛仁でおられる上に殿下は骨肉への思いやりに篤いので、もし告発しても我らの発言を真実と見なさなかったやもしれません。そうした場合、重臣を讒言した事で我らに災いが降りかかる事を恐れておりました』と答えるように」と述べた。王皮・劉惇はこれを受け入れた。後に劉粲が2人を別々に召して問うと、それぞれの答えが一致したために、劉粲は郭猗の言を信用した。
靳準の従妹は劉乂の侍女となったが、侍人と密通したために劉乂は怒って殺害し、またこのことで度々靳準を嘲笑した。靳準は深く恥じ怒り、劉粲の下へ赴いた。劉粲は靳準の娘を娶っており、靳準は義父に当たった。靳準は劉粲を説いて「東宮は万事の補佐であるので、殿下こそがその地位に座るべきであります。また、世継ぎとして次の世代を早く決めておくのです。大将軍と衛将軍が皇太弟を擁立して造反を起こすと言うことは、今や道行く人でさえ知っています。もしも皇太弟が天下を取ったら、殿下には身を入れる場所さえなくなってしまいますぞ」と述べた。さらに劉粲を説いて「昔、孝成（成帝）は子政（王政君）の言を容れなかったために王氏（王莽）に簒逆を許すことになったのですが、殿下はそれでよいのですか」と問うた。劉粲は「許してよいはずがない」と言った。靳準は「その通りです。つきましては、殿下に伝えておかなければならないことがあります」と述べた。それを聞いた劉粲は「そなたの考えを述べよ」と言った。靳準は「噂によれば大将軍・衛将軍および左右輔はみな皇太弟を奉じて春に変を起こそうとしているとのことですから、殿下は備えをなされますように。そうしなければ禍を招くこととなるでしょう。また、主上は皇太弟を信じておられるので、おそらくは造反を告げても信じられないでしょう。一案として、東宮の禁固を緩めて皇太弟の賓客との交わりを許可するのです。皇太弟はもともと士を待遇することを好むので、必ずや疑うことなく人を招くでしょう。そうすれば、軽薄な小人は皇太后に近づいて謀反を持ち込むでしょう。後に私が殿下のためにその罪を暴露させるので、殿下が太宰と一緒に皇太弟と交流していた者を捕えて責めれば、主上もこれに罪があるとされるでしょう。そうしなければ、今や朝望は皇太弟に多く帰しているので、主上にもしものことがあれば殿下は恐らく立つことができないでしょう」と進言した。劉粲はその言葉を信じて卜抽に命じ、兵を率いて東宮を去らせた。
劉聡は315年の冬より朝政に出席しなくなり、軍事・政務に関しては全て劉粲が全て取り仕切り、刑事の執行と官爵の授与については中常侍の王沈・郭猗らを通して行わせた。しかし、王沈はほとんど奏上せず、独断で決した。
太宰劉易・大将軍劉敷・御史大夫陳元達・金紫光禄大夫王延らが参内し、王沈・郭猗らが政治を乱しているとして、弾劾した。劉聡がこの上表文を王沈らに見せると、王沈は頓首して涙を流した。劉聡は劉粲にこの事を問うと、劉粲は王沈らが王室に忠誠を尽くしていると盛んに称賛した。劉聡は大いに喜び、王沈らを封じて列侯とした。
316年11月、漢軍が長安を攻め落とし、愍帝を捕らえて西晋の残党勢力を滅ぼした。劉聡の命により、劉粲は太廟（劉淵の墓）に戦勝報告を行った。
3月、劉粲は謀略を為すと、王平に命じて「詔によれば都に異変が起ころうとしております。武具を集めて備えられますように」と劉乂に向かって発言させた。劉乂はこれを信じ、宮臣に命じて宮殿に武具を集めさせた。劉粲は使者を靳準・王沈のもとへ派遣して「王平によれば東宮が非常事態に備えているとのことだが、どうすべきか」と問うた。靳準がこれを劉聡に報告すると、劉聡は大いに驚き「そのようなことがあるのか」と半信半疑であった。王沈らが声を揃えて「臣らは久しくこのことを聞き知っておりましたが、陛下が信用されないことを恐れていたのです」と言うと、遂に劉聡は信用し、劉粲に命じて東宮を包囲させた。劉粲は王沈・靳準に命じて氐族・羌族の酋長10人余りを捕えて肉刑を加えさせ、劉乂と共に反逆を謀ったと嘘の自白をさせた。また、劉乂と親しくしていた大臣および官属数十人が誅殺されたが、彼らはみな靳準や宦官たちが普段から憎んでいた人々だった。
4月、劉乂は廃されて北部王に降格となった。間もなく、劉粲は靳準に命じて劉乂を殺害させた。

### 皇帝即位
7月、劉粲を皇太子に立て、相国・大単于に任じ、以前通りに朝政を統べさせた。また、妻の靳氏は太子妃に立てられた。
10月、劉粲は劉聡へ「昔、周の武王が殷の紂王を殺したのは、敵対勢力が紂王を擁立することを恐れたからです。今司馬氏が江南に跨拠し、趙固・李矩がともに反逆していますが、兵を起こす者はいずれも司馬鄴救援を名目としております。彼を除いてその望みを絶つべきです」と進言した。劉聡は「朕は以前、庾珉ら（懐帝の側近）を殺害したが、晋を支持する者はまだ多い。これ以上性急に殺すべきではない。しばらく様子を見るべきだ」と述べた。
劉粲は劉雅らと共に歩騎10万を率いて小平津に進軍した。趙固がこれを迎え撃つと「劉粲を捕えて天子を取り返すのだ」と宣言した。劉粲は劉聡に上書し「司馬鄴が死ねば民の希望もなくなり、李矩や趙固も利用できなくなります。そうすれば、彼奴らは戦わずして自滅するでしょう」と進言した。これを受け、劉聡は愍帝を処刑した。劉粲らは趙固の守る洛陽を攻撃し、趙固を陽城山へ撤退させた。
318年3月、李矩が郭黙・郭誦に命じて趙固を救援させ、さらに耿稚・張皮を密かに渡河させて劉粲を襲った。貝丘王劉翼光がこれを察知して劉粲に告げたが、劉粲は「征北将軍が南へ渡れば趙固はその噂を聞いて逃げ出すだろう。彼らは自ら守りを固めるだけであり、こちらへ向かって来ることはないだろう。しかも自分がここにいると知りながら敢えて渡河することはあるまい。将士を動揺させることのないように」と言い、備えなかった。この夜、耿稚らが劉粲の軍を襲って破り、劉粲は陽郷に撤退し、耿稚は劉粲の砦に軍糧を集めて拠点とした。劉雅はこれを聞いて救援に駆けつけ、砦外に陣営を設けて耿稚と対峙した。劉聡は劉粲の敗北を聞くと、太尉范隆に騎兵を率いて救援させ、耿稚らは恐れて5000の兵を率いて包囲を突破し、北山に逃走して南へ向かった。劉勲がこれを追撃し、河陽で戦って耿稚を大破して3500人を殺害し、また河に投じて死亡した晋兵も1000人余りに及んだ。
王沈の養女が14歳で非常に美しく、劉聡は彼女を左皇后に立てた。尚書令王鑒・中書監崔懿之・中書令曹恂らが諫めると、劉聡は大怒して宣懐を劉粲の下へ派遣し「王鑒らは国家を侮って狂言を口にしている。君臣上下の礼も失しているので、速やかに対処するように」と命じた。劉粲は王鑒らを捕らえて市場に送り、これを処刑した。
318年7月、劉聡が崩御すると皇帝に即位した。皇后の靳月華が皇太后に立てられ、樊氏は弘道皇后、武氏は弘徳皇后、王氏は弘孝皇后と号した。妻の靳氏を皇后に立て、子の劉元公を皇太子に立てた。大赦を下し、漢昌と改元した。劉聡を宣光陵に埋葬し、諡は昭武皇帝、廟号は烈宗とした。

### 暴政と死
皇太后らはいずれも年は20にも満たず、いずれも美貌があった。劉粲は彼女らを後宮に入れると、日々歓楽に耽った。また、劉聡への哀傷の姿を見せず、服喪の礼を行わなかった。外戚の靳準は密かに謀反を企むようになった。
8月、靳準は劉粲へ「聞くところによれば、諸公が伊尹や霍光を真似て、まず太保（呼延晏）と臣を誅滅し、大司馬（劉驥）に万事を統率させようとしているとのことです。陛下はこれに先んじて手を打たれねば、禍に見舞われますぞ。」と言った。しかし、劉粲はこれに従わなかった。靳準は恐れて、二人の靳夫人（靳皇太后と靳皇后）に対して「諸侯王は帝を廃して済南王（劉驥）を立てようとしている。おそらくわが一族は皆殺しにされてしまうであろう。このことを帝に申し上げるのだ」と言った。両靳氏が機会を見てこれを申し上げたところ、劉粲はこれに同意し、太宰・上洛王劉景・太師・昌国公劉顗・大司馬・済南王劉驥・車騎大将軍・呉王劉逞・大司徒・斉王劉勱らを捕らえると、全員処刑した。太傅朱紀・太尉・守尚書令范隆は長安へ逃走して劉曜を頼った。
劉粲は上林（皇帝の庭園）で大いに閲兵を行い、石勒討伐を目論んだ。丞相劉曜を相国・都督中外諸軍事に任じて引き続き長安を守らせ、靳準を大将軍・録尚書事に任じた。
この後、劉粲は酒に溺れて後宮に入りびたりとなり、政務・軍務問わず靳準が取り仕切るようになった。靳準は劉粲の命だと偽り、従弟の靳明を車騎将軍に、靳康を衛将軍に任じた。靳準は時機を見計らって決起すると、まず光極殿に上り、甲士に命じて劉粲・劉元公父子を捕えさせた。劉粲はその罪状を数え上げた上で処刑され、隠帝と諡された。劉元公を始め、劉氏一族は老若男女問わず皆殺しとなった。

## 人物
宰相（丞相・相国）となってからは威福を欲しいままにし、忠賢な者を遠ざけて奸佞な者を側近とした。感情の赴くままに厳しくふるまい、恩恵を施こさず、諫言があっても受け容れなかった。また、宮室を飾り立てることを好み、相国府の建物は帝室を彷彿とさせるほどであった。皇帝になってもその振る舞いは変わらず、さらに酒色にも溺れるようになった。

## 宗室

### 后妃
- 皇后靳氏（劉聡の皇后靳月光および靳月華の妹）

### 男子
- 太子 劉元公